# Acholshausen

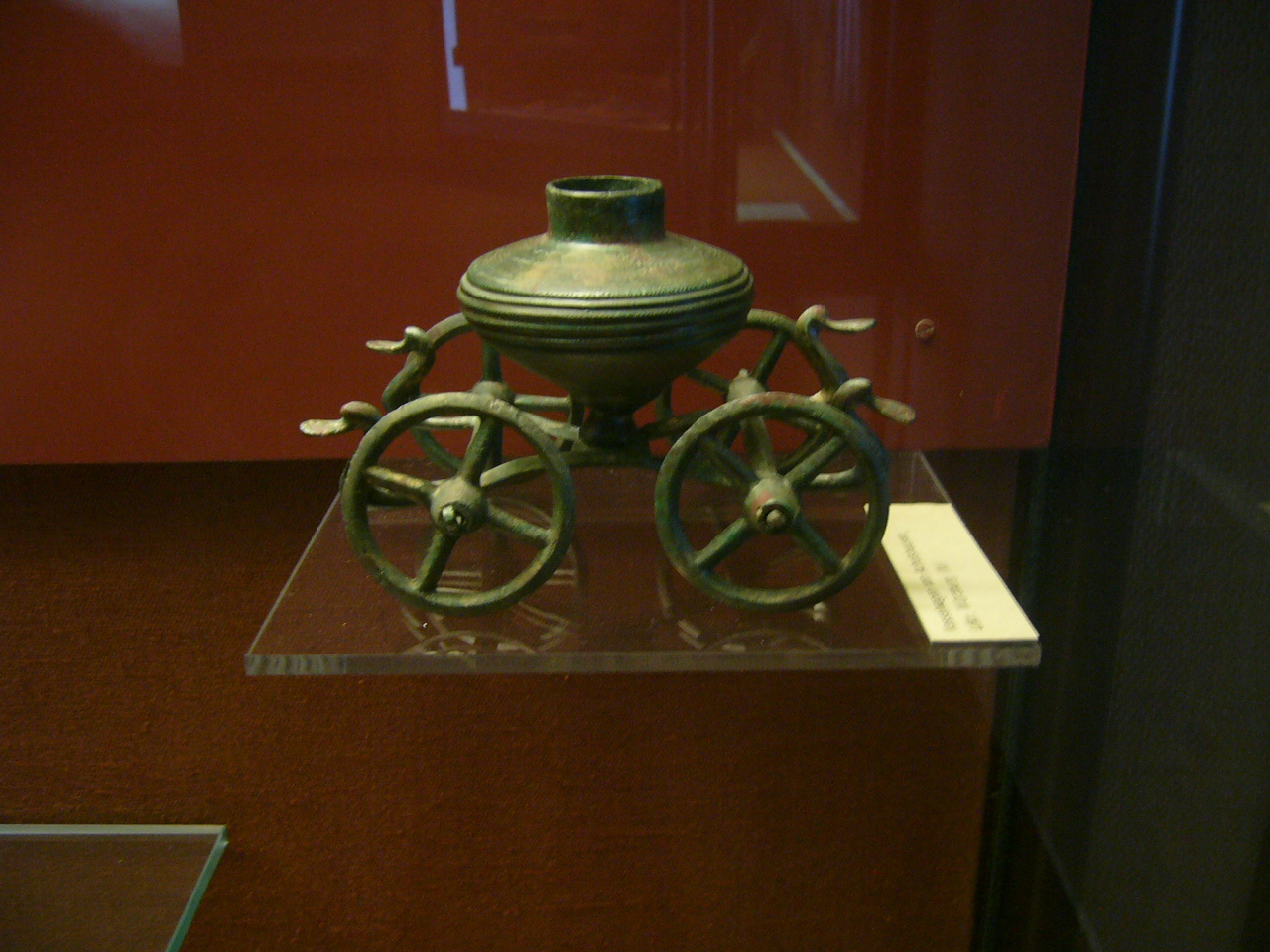
Ett arkeologiskt fynd från Acholshausen av en bronsvagn.

Acholshausen är ett litet samhälle i kommunen Gaukönigshofen i distriktet Würzburg, som ligger i Unterfranken i den tyska delstaten Bayern.